# 3e cérémonie des Victoires de la musique
 (avril 2025).
Si vous disposez d'ouvrages ou d'articles de référence ou si vous connaissez des sites web de qualité traitant du thème abordé ici, merci de compléter l'article en donnant les références utiles à sa vérifiabilité et en les liant à la section « Notes et références ».
La 3e cérémonie des Victoires de la musique a lieu le 19 décembre 1987 au Zénith de Paris. Elle est présentée par Alain Souchon et Laurent Voulzy et retransmise sur TF1.

## Palmarès
Les gagnants sont indiqués ci-dessous en tête de chaque catégorie et en caractères gras.

### Artiste interprète masculin

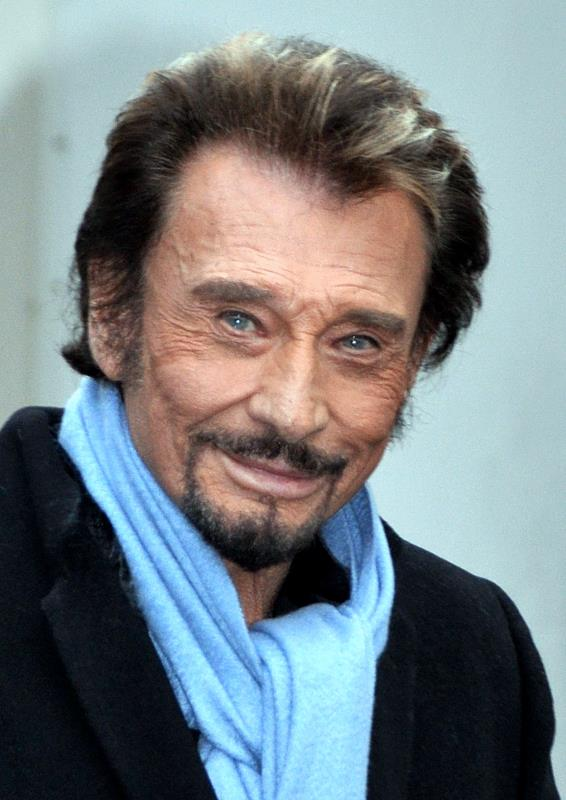
Johnny Hallyday, artiste masculin.

- Johnny Hallyday
  - Jean-Jacques Goldman
  - Michel Sardou

### Artiste interprète féminine

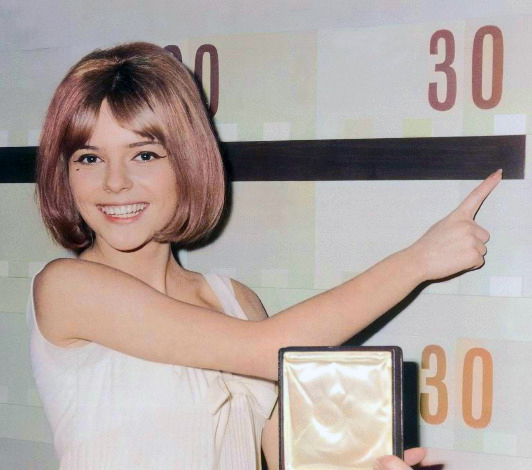
France Gall, artiste féminine.

- France Gall
  - Lio
  - Catherine Ringer

### Révélation masculine
- L'Affaire Louis' Trio
  - Gérard Blanc
  - Éric Morena

### Révélation féminine

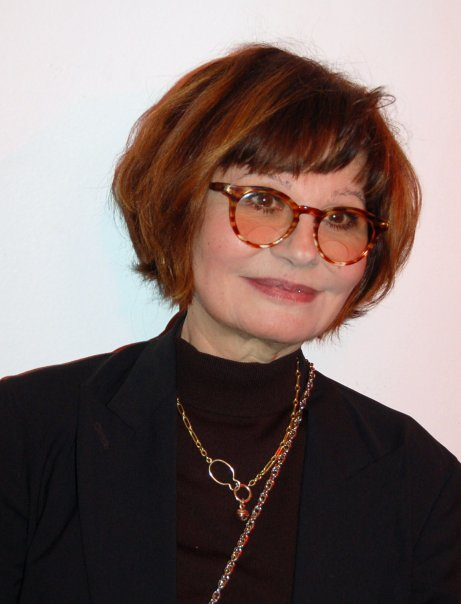
Guesch Patti, révélation féminine.

- Guesch Patti
  - Maurane
  - Vanessa Paradis

### Album
- The No Comprendo des Rita Mitsouko[1]
  - Gang de Johnny Hallyday
  - Musulmanes de Michel Sardou

### Chanson
- Musulmanes de Michel Sardou (paroles : Michel Sardou -  musique : Jacques Revaux - Jean-Pierre Bourtayre)
  - Je te promets de Johnny Hallyday (paroles et musique : Jean-Jacques Goldman)
  - Joe le taxi de Vanessa Paradis (paroles : Étienne Roda-Gil - musique : Franck Langolff)

### Spectacle musical
- Cabaret de Jérôme Savary
  - Johnny Hallyday à Bercy
  - Michel Sardou au Palais des congrès

### Album de la communauté francophone
- Vue sur la mer de Daniel Lavoie (Canada)
  - Combien de temps de Stephan Eicher (Suisse)
  - Kassav au Zenith de Kassav (Guadeloupe)

### Album de chanson pour enfant
- Histoires pour les 4/5 ans récitées par Jean Rochefort
  - Maman de Dorothée
  - La Fugue du Petit Poucet récité par Michel Drucker

### Compositeur de musique de film
- Jean-Claude Petit pour Manon des sources
  - Gabriel Yared pour Agent trouble
  - Jean-Félix et Francis Lalanne pour Le Passage

### Vidéo-clip
- C'est comme ça des Rita Mitsouko, réalisé par Jean-Baptiste Mondino
  - Musulmanes de Michel Sardou, réalisé par Philippe Bensoussan
  - Tristana de Mylène Farmer, réalisé par Laurent Boutonnat

### Humoriste
- Coluche
  - André Lamy
  - Michel Leeb

### Musicien de studio
- Manu Katché
- Patrice Bourgoin
- Christophe Deschamps
- Kamil Rustam
- Jannick Top

## Artistes à nominations multiples
- Michel Sardou (5)
- Johnny Hallyday (4)
- Catherine Ringer (Les Rita Mitsouko) (3)
- Jean-Jacques Goldman (2)
- Vanessa Paradis (2)

## Artiste à récompenses multiples
- Les Rita Mitsouko (2)